# Эдаси, Эндель Эвальдович
Эндель Эвальдович Эдаси (эст. Endel Edasi; 4 июня 1929, Таллин — 4 апреля 2002, Таллин) — советский пловец и ватерполист. Участник летних Олимпийских игр 1952 года.

## Биография
Эндель Эдаси родился 4 июня 1929 года в городе Таллин.
В 1951 году окончил Таллинский техникум физической культуры.
В 1948—1950 и 1954—1955 годах выступал в соревнованиях по плаванию за таллинское «Динамо», в 1951—1953 годах — за московское «Динамо». Четырежды становился чемпионом СССР: дважды на дистанции 400 метров брассом (1949—1950) и в эстафете 4х200 метров вольным стилем (1951—1952), по разу — на дистанциях 100 метров вольным стилем (1952) и 200 метров брассом (1950). Также выигрывал серебро на дистанциях 100 метров (1950) и 200 метров (1948) брассом, в эстафете 4х200 метров вольным стилем (1953) и комбинированной эстафете 3х100 метров (1951). Завоёвывал бронзу на дистанциях 100 метров вольным стилем (1955) и 400 метров брассом (1951).
В 1949—1954 годах четырежды устанавливал рекорды СССР на дистанциях 200 метров брассом, 200 и 400 метров комплексным плаванием.
В 1945—1959 годах 20 раз выигрывал чемпионат Эстонской ССР на индивидуальных дистанциях и 12 раз в эстафетах.
В 1952 году вошёл в состав сборной СССР на летних Олимпийских играх в Хельсинки. На дистанции 100 метров вольным стилем заняз в четвертьфинале 3-е место с результатом 1 минута 0,1 секунды, в полуфинале 7-е место (59,8), уступив 1,5 секунды попавшему в финал с 4-го места Альдо Эминенте из Франции. Также был заявлен в эстафете 4х200 метров вольным стилем, но не вышел на старт.
Также занимался водным поло. В 1955—1958 четырежды выигрывал чемпионат Эстонской ССР в составе таллинского «Динамо».
Мастер спорта СССР по плаванию (1948).
Умер 4 апреля 2002 года в Таллине. Похоронен на Лесном кладбище в Таллине.